# Prämenstruelle dysphorische Störung
Die prämenstruelle dysphorische Störung (PMDS) ist eine Stimmungsstörung, die durch emotionale, kognitive und körperliche Symptome gekennzeichnet ist. Eine leichtere Form stellt das prämenstruelle Syndrom (PMS) dar.
PMDS verursacht bei Frauen während der Lutealphase des Menstruationszyklus erhebliche Beschwerden oder Beeinträchtigungen. Die Symptome treten zwischen Eisprung und Menstruation auf, bessern sich innerhalb weniger Tage nach Einsetzen der Menstruation und sind in der Woche nach der Menstruation minimal oder gar nicht vorhanden. PMDS hat tiefgreifende Auswirkungen auf die Lebensqualität von Betroffenen und erhöht das Risiko von Suizidgedanken und -versuchen erheblich. Viele Frauen im reproduktiven Alter erleben vor der Menstruation Unbehagen oder leichte Stimmungsschwankungen. Bei 5 bis 8 % tritt jedoch ein schweres prämenstruelles Syndrom auf, das erhebliche Beschwerden oder funktionelle Beeinträchtigungen verursacht.
Die genaue Ursache von PMDS ist unbekannt. Der Eierstockhormonspiegel während des Menstruationszyklus unterscheidet sich nicht zwischen Frauen mit PMDS und der Allgemeinbevölkerung. Da die Symptome jedoch nur während des Ovulationszyklus auftreten und nach der Menstruation wieder verschwinden, wird angenommen, dass sie durch Schwankungen der Geschlechtshormone in den Keimdrüsen oder eine veränderte Empfindlichkeit gegenüber Sexualhormonen verursacht werden.
2017 entdeckten Forscher des National Institutes of Health, dass Frauen mit PMDS genetische Veränderungen aufweisen, die ihre emotionalen Regulationswege empfindlicher für Östrogen und Progesteron sowie deren chemische Derivate machen. Die Forscher glauben, dass diese erhöhte Empfindlichkeit für die PMDS-Symptome verantwortlich sein könnte.
Studien haben ergeben, dass Frauen mit PMDS ein höheres Risiko haben, nach der Schwangerschaft eine postpartale Depression zu entwickeln. PMDS wurde 2013 in die Liste der depressiven Störungen ins Diagnostic and Statistical Manual of Mental Disorders aufgenommen. Es gibt elf Hauptsymptome, und eine Frau muss mindestens fünf davon aufweisen, um mit PMDS diagnostiziert zu werden. Etwa 20 % der Betroffenen weisen einige Symptome von PMDS auf, haben aber entweder weniger als fünf oder keine funktionelle Beeinträchtigung.
Die Therapie von PMDS erfolgt in erster Linie mit selektiven Serotonin-Wiederaufnahmehemmern (SSRI), die kontinuierlich während des gesamten Menstruationszyklus oder intermittierend, d. h. nur während der symptomatischen Phase (etwa 14 Tage pro Menstruationszyklus), verabreicht werden können. Auch eine Hormontherapie mit oralen Verhütungsmitteln, die Drospirenon enthalten, hat sich bei der Reduzierung der PMDS-Symptome als wirksam erwiesen. Eine kognitive Verhaltenstherapie, ob in Kombination mit SSRIs oder allein, hat sich als wirksam bei der Verringerung der Beeinträchtigung erwiesen. Ernährungsumstellungen und körperliche Betätigung können ebenfalls hilfreich sein, doch haben Studien, die diese Behandlungen untersuchten, keine Wirksamkeit bei der Reduzierung von PMDS-Symptomen gezeigt.

## Anzeichen und Symptome
Bei der Diagnose von PMDS berücksichtigen die Ärzte die Symptome der Stimmung, die körperlichen Symptome und die Auswirkungen auf das Leben der Patientin. Zu den Gemütssymptomen gehören emotionale Labilität (schnell wechselnde Emotionen, Empfindlichkeit gegenüber Zurückweisung usw.), Reizbarkeit und Wut, die zu Konflikten führen können, Ängstlichkeit, Nervosität, Hoffnungslosigkeit, Konzentrationsschwierigkeiten, Appetitveränderungen, mehr oder weniger Schlaf als gewöhnlich oder das Gefühl, die Kontrolle zu verlieren. Die körperlichen Symptome ähneln den Symptomen des prämenstruellen Syndroms. Dazu gehören Brustspannen oder -schwellungen, Gelenkschmerzen, Muskelschmerzen, Gewichtszunahme oder Völlegefühl.
Aufgrund der vielfältigen klinischen Erscheinungsformen ist das Auftreten von Symptomen nur während oder um die Lutealphase herum entscheidend für die Diagnose von PMDS und nicht von anderen affektiven Störungen. PMDS folgt einem vorhersehbaren, zyklischen Muster. Die Symptome beginnen in der späten Lutealphase des Menstruationszyklus (nach dem Eisprung) und enden oder sind kurz nach Beginn der Menstruation deutlich reduziert. Im Durchschnitt dauern die Symptome sechs Tage, können aber bis zu zwei Wochen vor der Menstruation einsetzen, d. h. die Symptome können bis zu drei Wochen lang während eines Zyklus spürbar sein. 
Schwere Symptome können bis zum Einsetzen der Menstruation auftreten und sich verschlimmern, wobei viele erst einige Tage nach Ende der Menstruation eine Linderung spüren. Die stärksten Symptome treten in der Woche und in den Tagen vor dem ersten Tag des Menstruationsblutflusses auf. Die Symptome klingen in der Regel kurz nach Beginn der Menstruation oder einige Tage nach deren Ende ab. Es gibt verschiedene Fragebögen zur Erfassung der Symptome und des Schweregrads, mit denen das Vorhandensein und der Schweregrad von Symptomen in aufeinanderfolgenden Menstruationszyklen dokumentiert werden können.
Die International Society for the Study of Premenstrual Disorders (ISPMD) definiert zwei Kategorien von prämenstruellen Störungen: zentrale PMS und variante PMS. Das PMS hat sechs Kernmerkmale, die sich alle hauptsächlich auf den zyklischen Charakter der PMDS und ihren typischen Beginn vor der Menstruation beziehen, der über mehr als zwei Menstruationszyklen hinweg verfolgt wird. Die vier klassifizierten PMS-Varianten beinhalten mehr unerwartete Variablen, die das Auftreten von prämenstruellen Beschwerden verursachen, wie z. B. PMS mit ausbleibender Menstruation oder prämenstrueller Exazerbation, bei der die Symptome einer anderen, bereits bestehenden psychischen Störung durch das Auftreten von PMDS verstärkt werden können.

## Epidemiologie
Etwa 5–8 % der Frauen im gebärfähigen Alter leiden unter einem schweren prämenstruellen Syndrom; die meisten von ihnen erfüllen auch die Kriterien für PMDS.

## Pathophysiologie
PMDS-Symptome treten bei menstruierenden Frauen auf. Daher treten die Symptome nicht während der Schwangerschaft, nach der Menopause oder bei Frauen mit anovulatorischen (ohne Eisprung) Zyklen auf. Andere Stimmungsstörungen bestehen typischerweise über alle reproduktiven Lebensereignisse hinweg und sind unabhängig vom Menstruationszyklus.
Der derzeitige Konsens über die Ursache von PMDS ist eine Kombination aus erhöhter Empfindlichkeit gegenüber schwankenden Spiegeln bestimmter Hormone (d. h. der Fortpflanzungshormone), Umweltstress und genetischer Veranlagung. Die Sexualsteroide – Östrogen und Progesteron – sind neuroaktiv; in Rattenmodellen wurde festgestellt, dass sie an den serotonergen Nervenbahnen beteiligt sind. Serotonin ist neben Östrogen an der Stimmungsregulierung beteiligt, dessen Rezeptoren im präfrontalen Kortex und im Hippocampus zu finden sind – den Regionen, die am meisten für ihre Beteiligung an der Regulierung der Stimmung und der Kognition insgesamt bekannt sind.
Der Zeitpunkt des Auftretens der Symptome deutet zwar auf hormonelle Schwankungen als Ursache von PMDS hin, aber ein nachweisbares hormonelles Ungleichgewicht bei Frauen mit PMDS wurde bisher nicht festgestellt. Tatsächlich sind die Spiegel der Fortpflanzungshormone und ihrer Metaboliten bei Frauen mit und ohne PMDS nicht voneinander zu unterscheiden. Stattdessen wird angenommen, dass Personen mit PMDS empfindlicher auf normale Hormonschwankungen, vor allem Östrogen und Progesteron, reagieren, was zu biochemischen Vorgängen im Nervensystem führt, die die prämenstruellen Symptome verursachen. Diese Symptome treten vor allem bei Personen auf, die eine Veranlagung für diese Erkrankung haben.
Es ist offensichtlich, dass die prämenstruellen Störungen biologisch bedingt sind und nicht nur psychologische oder kulturelle Phänomene darstellen. PMDS wird von menstruierenden Frauen weltweit berichtet, was auf eine biologische Grundlage hinweist, die nicht geografisch selektiv ist. Die meisten Psychologen gehen davon aus, dass diese Störung sowohl auf eine Reaktion auf den Hormonfluss als auch auf genetische Komponenten zurückzuführen ist. Mehrere Zwillings- und Familienstudien aus den 1990er Jahren belegen die Vererbbarkeit von (retrospektiv berichteten) prämenstruellen Symptomen, wobei sich die Vererbbarkeit von PMDS als etwa 56 % herausstellte.

### Genetische Faktoren
Ob diese Störung eine spezifische genetische Grundlage hat oder nicht, wird in der akademischen Gemeinschaft noch diskutiert. Auch die möglichen genetischen Faktoren, die zu PMDS beitragen, müssen noch gründlich erforscht werden. Kürzlich wurden jedoch mehrere genetische Faktoren identifiziert, die zu Stimmungsschwankungen, Depressionen, Reizbarkeit, gesteigertem Appetit, Schlafstörungen, Akne, Wassereinlagerungen, Kopfschmerzen, Übelkeit und anderen Symptomen im Zusammenhang mit dieser Störung beitragen. 
In vielen Studien wurde festgestellt, dass ein Polymorphismus des Gens für den Wachstumsfaktor BDNF, ein Gen, das die Funktion und das Überleben der Neuronen im Gehirn durch die Bildung eines Proteins unterstützt, das zum Wachstum, zur Reifung und zur Erhaltung dieser Zellen beiträgt, eine Rolle bei der Entstehung von PMDS-Symptomen spielen kann. Dies liegt daran, dass das Ergebnis dieses Polymorphismus die Merkmale von PMDS nachahmt: schwankende Stimmungen, Depressionen und Reizbarkeit rund um den Menstruationszyklus. Dieses Gen ist in seinem Zusammenhang mit Depressionen eingehend untersucht worden, und vielversprechend für die PMDS-Forschung ist, dass Mäuse, die homozygot für den BDNF-Polymorphismus sind, angstähnliche Züge zeigen, die um den Östrus der Mäuse herum schwanken und sich verändern, analog zur Menstruation des Menschen, und somit einige der Symptome von PMDS nachahmen.

### Risikofaktoren
Es wurde auch festgestellt, dass Umweltstressoren das Risiko für PMDS-Symptome prospektiv erhöhen. Umwelteinflüsse wie Stress, hormonelle Schwankungen und Epigenetik spielen eine Schlüsselrolle bei der Pathologie und dem Auftreten der Erkrankung. In einigen Studien wurden Hinweise darauf gefunden, dass zwischenmenschliche Traumata (häusliche Gewalt, körperliche oder emotionale Traumata oder Drogenmissbrauch) oder saisonale Veränderungen (wodurch PMDS eine Begleiterkrankung der saisonal-affektiven Störung sein kann) einen Einfluss auf das PMDS-Risiko haben. Die häufigste Vorerkrankung bei Betroffenen ist jedoch die Major Depression, die entweder tatsächlich vorhanden war oder fälschlicherweise diagnostiziert wurde, obwohl die Betroffenen nur mit PMDS hätte diagnostiziert werden sollen. Ein leicht zu beeinflussender Risikofaktor für PMDS ist das Rauchen von Zigaretten. Eine Metaanalyse ergab ein drastisch erhöhtes Risiko für die Entwicklung von PMDS bei Frauen, die während der Menstruation rauchten.

### Beziehung zu Schwangerschaft und Menopause
Bei Frauen mit PMDS verschwinden die Symptome üblicherweise, wenn sie schwanger sind. Bei der prämenstruellen Dysphorie handelt es sich in erster Linie um eine Stimmungsstörung, die mit dem Einsetzen der Menstruation einhergeht; Schwangerschaft, Menopause und die Entfernung der Gebärmutter führen zum Ausbleiben der Menstruation und verhindern damit das Auftreten der durch Sexualsteroide/Serotonin vermutlich verursachten Symptome. Auch wenn erwartbar wäre, dass Frauen mit PMDS häufiger an postpartalen Depressionen leiden, wurde in einer großen Studie an Personen mit prospektiv bestätigter PMDS keine höhere Prävalenz von postpartalen Depressionen festgestellt als bei Kontrollpersonen. Wenn eine Person zuvor eine postpartalen Depressionen erlebt hatte, lag die Wahrscheinlichkeit, dass eine PMDS-Pathologie auftrat, bei weniger als 12 % – kaum ein Unterschied zur normalen Population derjenigen, die nie eine postpartale Depression erlebt hatten. Die PMDS-Symptome können sich jedoch nach einer Schwangerschaft oder anderen damit verbundenen Ereignissen wie Geburt und Fehlgeburt verschlimmern.

### Komorbiditäten
Die Lebenszeitinzidenz anderer psychiatrischer Störungen ist bei Frauen mit PMDS hoch. Ein Übersichtsartikel von 2002, der sich auf die damalige Ausgabe des Diagnostic and Statistical Manual of Mental Disorders (DSM-IV) stützte, verwendete Studien aus den Jahren 1966 bis 2002 zu PMS und psychischen Störungen und wählte Patienten aus, die retrospektiv die diagnostischen Kriterien für PMDS erfüllten, und stellte fest, dass Major Depression, saisonal-affektive Störungen und generalisierte Angststörungen bei PMDS häufig gemeinsam auftreten. Eine weitere systematische Übersichtsstudie deutet darauf hin, dass Patienten mit einer bipolaren Störung vom Typ I oder II häufiger an PMDS leiden. Die Diagnose PMDS setzt zwar voraus, dass die Symptome nicht auf eine zugrundeliegende psychische oder körperliche Erkrankung zurückzuführen sind, häufig treten auch andere Erkrankungen auf und wirken und sich auf die Lebensqualität und den Behandlungsplan von Menschen mit PMDS aus.

### Suizidalität
In der Vergangenheit wurden bereits Zusammenhänge zwischen Suizidalität und PMS hergestellt, aber bei Betroffenen von PMDS ist die Wahrscheinlichkeit von Suizidgedanken und -versuchen noch größer, selbst wenn man die psychischen Begleiterkrankungen berücksichtigt. Trotz der Zunahme in dieser Bevölkerungsgruppe deuten die derzeitigen Daten darauf hin, dass Suizidgedanken oder -handlungen in der späten Lutealphase, wenn PMDS-Symptome auftreten, nicht wahrscheinlicher sind. Es ist gut dokumentiert, dass eine Behandlung die körperlichen und emotionalen Symptome von PMDS reduziert.

## Diagnose
Die Diagnosekriterien für PMDS werden von einer Reihe von medizinischen Expertenleitfäden angegeben. Die Diagnose kann dadurch unterstützt werden, dass Personen, die sich wegen PMDS in Behandlung begeben, ihre Symptome täglich in einem Tagebuch festhalten. Tägliche Aufzeichnungen helfen dabei, zu erkennen, wann Stimmungsstörungen auftreten, und ermöglichen es, PMDS leichter von anderen Stimmungsstörungen zu unterscheiden. Bei PMDS treten die Stimmungsstörungen nur in der Lutealphase oder in den letzten zwei Wochen des Menstruationszyklus auf. Während die PMDS-Symptome zyklischer Natur sind, sind andere Stimmungsstörungen im Laufe der Zeit variabel oder konstant. Obwohl kein Konsens über das effizienteste Instrument zur Bestätigung einer PMDS-Diagnose besteht, gibt es mehrere validierte Skalen zur Erfassung prämenstrueller Symptome, darunter der Calendar of Premenstrual Experiences (COPE), Daily Record of Severity of Problems (DRSP) und Prospective Record of the Severity of Menstruation (PRISM). Im Rahmen der Forschung werden häufig standardisierte numerische Grenzwerte verwendet, um die Diagnose zu überprüfen. Die Schwierigkeit, PMDS zu diagnostizieren, ist einer der Gründe dafür, dass es für Anwälte schwierig sein kann, die Störung in den sehr seltenen Fällen, in denen PMDS angeblich mit krimineller Gewalt in Verbindung gebracht wird, als Rechtfertigung für ein Verbrechen anzuführen.

### DSM-5
Im DSM-5 wurden sieben Kriterien (A bis G) für die Diagnose von PMDS festgelegt, die im Folgenden paraphrasiert werden. Es gibt Überschneidungen zwischen den Kriterien für PMDS im DSM-5 und den Kriterien im Daily Record of Severity of Problems (DRSP). Nach dem DSM-5 setzt die Diagnose PMDS das Vorhandensein von mindestens fünf dieser Symptome voraus, wobei eines der Symptome den Nummern 1-4 entspricht. Diese Symptome sollten in der Woche vor der Menstruation auftreten und nach Einsetzen der Menstruation wieder abklingen. Um die Kriterien für die Diagnose zu erfüllen, sollten die Symptome prospektiv für zwei aufeinander folgende Ovulationszyklen aufgezeichnet werden, um eine zeitliche und zyklische Natur der Symptome zu bestätigen. Die Symptome sollten außerdem so stark sein, dass sie die normale Arbeit, die Schule, soziale Aktivitäten und/oder Beziehungen zu anderen beeinträchtigen.
Die Symptome der Kriterien A–C müssen für die meisten Menstruationszyklen im vorangegangenen Jahr erfüllt gewesen sein und zu erheblichen Beeinträchtigungen in Familie, Beruf, Schule oder sozialem Leben geführt haben (Kriterium D).
Zeitraum
Kriterium A: Während der meisten Menstruationszyklen im vergangenen Jahr müssen mindestens 5 der in Kriterium B und Kriterium C genannten Symptome in der letzten Woche vor dem Einsetzen der Menstruation vorhanden sein, sich innerhalb weniger Tage nach dem Einsetzen der Menstruation bessern und in der Woche nach der Menstruation nur noch minimal oder gar nicht mehr auftreten.
Symptoms
Kriterium B: Eines (oder mehrere) der folgenden Symptome muss vorhanden sein:
1. Ausgeprägte affektive Labilität (z. B. Stimmungsschwankungen, plötzliche Traurigkeit oder Tränen oder erhöhte Empfindlichkeit gegenüber Ablehnung)
2. Ausgeprägte Reizbarkeit oder Wut oder vermehrte zwischenmenschliche Konflikte
3. Ausgeprägte depressive Stimmung, Gefühle der Hoffnungslosigkeit oder selbstabwertende Gedanken
4. Ausgeprägte Angst, Anspannung und/oder das Gefühl, aufgedreht oder gereizt zu sein

Kriterium C: Eines (oder mehrere) der folgenden Symptome muss zusätzlich vorhanden sein, um in Kombination mit den vorhandenen Symptomen aus Kriterium B insgesamt 5 Symptome zu erreichen:
1. Vermindertes Interesse an den üblichen Aktivitäten (z. B. Arbeit, Schule, Freunde, Hobbys).
2. Subjektive Konzentrationsschwierigkeiten.
3. Lethargie, leichte Ermüdbarkeit oder ausgeprägter Mangel an Energie.
4. Ausgeprägte Veränderung des Appetits, Überessen oder spezifisches Verlangen nach Nahrungsmitteln.
5. Hypersomnie oder Schlaflosigkeit.
6. Das Gefühl, überwältigt zu sein oder die Kontrolle verloren zu haben.
7. Körperliche Symptome wie z. B. Brustspannen oder -schwellungen, Gelenk- oder Muskelschmerzen, ein Gefühl der Aufgedunsenheit oder Gewichtszunahme.

Schweregrad
Kriterium D: Die bei den Kriterien A–C beobachteten Symptome sind mit klinisch bedeutsamen Belastungen oder Beeinträchtigungen bei der Arbeit, in der Schule, bei den üblichen sozialen Aktivitäten oder in den Beziehungen zu anderen Menschen verbunden (z. B. Vermeidung sozialer Aktivitäten, verminderte Produktivität und Effizienz bei der Arbeit, in der Schule oder zu Hause).
Berücksichtigung anderer psychiatrischer Störungen
Kriterium E: Die Störung ist nicht nur eine Verschlimmerung der Symptome einer anderen Störung, wie z. B. einer schweren depressiven Störung, einer Panikstörung, einer anhaltenden depressiven Störung (Dysthymie) oder einer Persönlichkeitsstörung – auch wenn sie mit einer dieser Störungen zusammen auftreten kann.
Bestätigung der Störung
Kriterium F: Kriterium A sollte durch prospektive tägliche Bewertungen während mindestens zweier symptomatischer Zyklen bestätigt werden. Vor dieser Bestätigung kann die Diagnose vorläufig gestellt werden.
Kriterium G: Die Symptome sind nicht auf die physiologischen Wirkungen einer Substanz (z. B. Drogenmissbrauch, ein Medikament, andere Behandlungen) oder einer anderen Erkrankung (z. B. Schilddrüsenüberfunktion) zurückzuführen.
Klinisch bedeutsamer Leidensdruck wird im DSM-IV nicht explizit definiert, was von mehreren Wissenschaftlern als zu vage und potenziell nachteilig für Menschen mit Symptomen von Depressionen, Angstzuständen oder anderen Stimmungsstörungen kritisiert wurde, da sie die Anforderung der klinischen Bedeutung nicht erfüllen.

### ICD-11
Die Diagnosekriterien für PMDS sind auch in der Internationalen Klassifikation der Krankheiten (ICD-11-CM) der Weltgesundheitsorganisation von 2016 enthalten:
- Während der Mehrzahl der Menstruationszyklen im vergangenen Jahr ist ein Muster von affektiven, somatischen oder kognitiven Symptomen vorhanden, das einige Tage vor dem Einsetzen der Menses beginnt, sich innerhalb weniger Tage nach dem Einsetzen der Menses verbessert und innerhalb von etwa einer Woche nach Einsetzen der Menses nahezu oder gänzlich remittiert.

- Der zeitliche Zusammenhang der Symptome mit der Luteal- und Menstruationsphase sollte idealerweise durch ein prospektives Symptomtagebuch während mindestens zwei symptomatischer Zyklen bestätigt werden.
- Die Symptome beinhalten:
  - Mindestens ein affektives Symptom wie Stimmungslabilität, Gereiztheit, depressive Verstimmung oder Angst
  - Zusätzliche somatische oder kognitive Symptome wie Lethargie, Gelenkschmerzen, Überessen, Hypersomnie, Brustspannen, Schwellung der Extremitäten, Konzentrationsschwierigkeiten oder Vergesslichkeit
  - Die Symptome sind nicht besser erklärbar durch eine andere psychische Störung (z. B. affektive Störung, Angststörung).

- &#132;Die Symptome sind keine Manifestation einer medizinischen Erkrankung (z. B. Endometriose, Polyzystisches Ovarialsyndrom, Erkrankungen des Nebennierensystems, Hyperprolaktinämie) und sind weder substanz- oder medikamenteninduziert (z. B. durch Hormonbehandlung, Alkohol) noch rückführbar auf Entzugserscheinungen (z. B. durch Stimulanzien).

- &#132;Die Symptome führen zu erheblichem Leidensdruck oder deutlichen Beeinträchtigungen in persönlichen, familiären, sozialen, schulischen, beruflichen oder anderen wichtigen Funktionsbereichen.

### Royal College of Obstetricians and Gynecologists und die Internationale Gesellschaft für das Studium prämenstrueller Störungen
Andere Organisationen, die Diagnosekriterien für PMDS veröffentlicht haben, sind das Royal College of Obstetricians and Gynecologists und die International Society for the Study of Premenstrual Disorders (ISPMD). Die ISPMD war eine Konsensgruppe, die von einer internationalen multidisziplinären Expertengruppe gegründet wurde. Die diagnostischen Kriterien der Gruppe für PMDS konzentrieren sich auf die zyklische Natur der Symptome, die während der Lutealphase des Menstruationszyklus auftreten, sowie auf das Fehlen der Symptome nach der Menstruation und vor dem Eisprung, was zu erheblichen Beeinträchtigungen führt. Die ISPMD-Diagnosekriterien für PMDS enthalten keine Angaben zu den Symptomcharakteristika oder der Anzahl der Symptome.

### Differentialdiagnose
Ein wichtiger Bestandteil der Diagnose von PMDS ist der Ausschluss einer zugrunde liegenden psychiatrischen Störung oder körperlichen Erkrankung, die ähnliche Symptome verursachen kann. Das zeigt prämenstruelle Verschlimmerung, die Menopause Übergang, Hyperthyreose, Hypothyreose, sowie andere Störungen der Stimmung. Darüber hinaus verschlimmern sich viele medizinische Störungen vor dem Einsetzen der Menstruation, aber diese treten typischerweise nicht ausschließlich während der Lutealphase auf.
Stimmungsstörungen – es besteht die Möglichkeit, dass Patienten psychiatrische Störungen haben, die sich mit PMDS oder psychiatrischen Störungen überlagern. Um die für eine PMDS-Diagnose erforderliche zeitliche Abfolge der Symptome zu ermitteln, müssen die Symptome mit Hilfe von Skalen wie dem Kalender der prämenstruellen Erfahrungen oder der täglichen Aufzeichnung der Schwere der Probleme erfasst werden.
Übergang in die Wechseljahre – affektive Symptome im Zusammenhang mit dem Übergang in die Wechseljahre beginnen meist, wenn der Menstruationszyklus unregelmäßig oder anovulatorisch wird, während PMDS-Symptome in der Lutealphase des Ovulationszyklus auftreten.
Schilddrüsenerkrankungen – Patienten mit Schilddrüsenüberfunktion und Schilddrüsenunterfunktion können affektive Symptome aufweisen. Die Krankengeschichte des Patienten ist sehr wichtig, um festzustellen, ob der Arzt eine Schilddrüsenerkrankung vermuten sollte. Die Patienten sollten auch ihren Schilddrüsenhormonspiegel überprüfen lassen, um sicherzustellen, dass keine Schilddrüsenstörung vorliegt.

## Behandlung

### Medikation
Es hat sich gezeigt, dass verschiedene Medikamente die körperlichen und emotionalen Symptome von PMDS wirksam reduzieren können.

### Behandlung mit Antidepressiva
Selektive Serotonin-Wiederaufnahmehemmer (SSRI) sind das Mittel der ersten Wahl. Betroffene, die SSRIs zur Linderung von PMDS einnehmen, berichten im Allgemeinen über eine Linderung der Symptome um mehr als 50 %, was eine signifikante Verbesserung im Vergleich zu Placebos darstellt. Es wurden zwei Dosierungsansätze untersucht: kontinuierliche Dosierung (täglich) und Dosierung in der Lutealphase (14 Tage vor der Menstruation und Absetzen bei Einsetzen der Menstruation).[needs update] Beide Dosierungsschemata sind ähnlich wirksam, wobei einige neuere Studien eine bessere Symptomkontrolle bei kontinuierlicher Verabreichung gezeigt haben. So können die Betroffenen selbst bestimmen, wie sie ihre Medikamente in Absprache mit ihrem psychosozialen Betreuer dosieren wollen.
Serotonin-Norepinephrin-Wiederaufnahmehemmer (SNRI) wurden ebenfalls bei der Behandlung von PMDS untersucht und haben sich bei der Verringerung der Symptome als wirksam erwiesen. Sie sind eine Alternative für Patienten, die nicht auf SSRIs ansprechen. Allerdings müssen sie aufgrund des SNRI-Absetzsyndroms – ein grippeähnliches Gefühl, das durch das Absinken der SNRI-Blutspiegel verursacht wird – eher kontinuierlich eingenommen werden.

### Anxiolytika
Zwei Medikamente, die üblicherweise zur Verringerung akuter Angstzustände verabreicht werden, wurden für die Behandlung von PMDS untersucht: Alprazolam (Xanax) und Buspiron. Alprazolam birgt das Risiko des Missbrauchs und verursacht Depressionen des zentralen Nervensystems, und die Ergebnisse klinischer Studien haben keinen Nutzen für die Behandlung gezeigt. Buspiron zeigte eine geringere Wirksamkeit als SSRI, kann aber als Zusatzbehandlung oder Alternative eingesetzt werden, wenn die Nebenwirkungen von SSRI für den Patienten unerträglich sind.

### Psychotherapie
Die kognitive Verhaltenstherapie (KVT) hat sich als wirksam erwiesen, um prämenstruelle Symptome bei Menschen mit (retrospektiv berichteten) PMS zu verringern. KVT ist ein evidenzbasierter Ansatz zur Behandlung von Depressionen und konzentriert sich auf den Zusammenhang zwischen Stimmung, Gedanken und Handlungen, um Frauen zu helfen, aktuelle Probleme und Symptome zu bewältigen. Bei einem Vergleich von KVT mit SSRI allein oder in Kombination mit SSRI kam es in den Gruppen, die KVT erhielten, zu einer deutlichen Verbesserung der PMS-Symptome. Durch die Anwendung von KVT sind die Betroffenen besser in der Lage, wiederkehrende Probleme sowie Denk- und Verhaltensmuster zu erkennen und zu ändern, die das Funktionieren beeinträchtigen oder die depressiven Symptome verschlimmern. Eine kürzlich durchgeführte Metaanalyse deutet jedoch darauf hin, dass die bestehenden Psychotherapien in erster Linie zur Verringerung der Beeinträchtigung (und nicht des Schweregrads der Symptome) bei PMDS nützlich sein könnten.

### Hormonbehandlung
Orale Kontrazeptiva haben sich bei der Linderung von PMS-Symptomen als wirksam erwiesen, aber nur bestimmte Formulierungen haben sich bei der Behandlung von PMDS als mäßig wirksam erwiesen. Transdermale Östrogene und Levonorgestrel enthaltende Intrauterinpessare haben ebenfalls eine bescheidene Wirksamkeit gezeigt.
Eine weitere von der FDA zugelassene Behandlung für Menschen mit prämenstrueller Dysphorie, die Funktionsstörungen haben, ist ein orales Verhütungsmittel mit Ethinylestradiol und Drospirenon (Gestagen), das nach einem 24-4-Schema (24 aktive Pillen, 4 inaktive Pillen) eingenommen wird. Hormonelle Verhütungsmittel, die Drospirenon und geringe Mengen Östrogen (Ethinylestradiol) enthalten, helfen, schwere Symptome der prämenstruellen Dysphorie zu lindern, zumindest in den ersten drei Monaten der Anwendung. Es ist nicht klar, ob dieser Ansatz für mehr als drei Menstruationszyklen wirksam ist. Der Placebo-Effekt ist nicht ausgeschlossen. Die Idee hinter der Einnahme von oralen Kontrazeptiva ist, den Eisprung zu unterdrücken und damit die Schwankungen der Sexualhormone zu unterdrücken.
Eine weitere Behandlung, die in der Regel eingesetzt wird, wenn andere Optionen fehlgeschlagen sind, ist die Injektion eines Gonadotropin-Releasing-Hormon(GnRH)-Agonisten mit begleitendem Östrogen und Progesteron oder Tibolon. Dies ist der letzte Ausweg, da GnRH-Antagonisten zu einer medizinischen Menopause führen können, indem sie den körpereigenen Weg für Fortpflanzungshormone, die so genannte Hypothalamus-Hypophysen-Nebennierenrinden-Achse, abschalten. Infolgedessen birgt die GnRH-Therapie ein erhöhtes Risiko für Osteopenie (verminderte Knochendichte) und Herz-Kreislauf-Erkrankungen. Diese Therapie ist häufig Patienten vorbehalten, die eine chirurgische Menopause in Erwägung ziehen, um das Ergebnis der Operation zu testen.

### Operative Menopause
Bei einer Minderheit von Patientinnen, die bestimmte Kriterien erfüllen und bei denen medikamentöse Behandlungen unwirksam sind oder erhebliche Nebenwirkungen verursachen, ist eine Hysterektomie und bilaterale Oophorektomie mit anschließender Östrogenersatztherapie eine Option. In der Regel wird die Gebärmutter in derselben Operation entfernt, und den Betroffenen wird ein niedrig dosiertes Östrogenpflaster verschrieben, um die Symptome der chirurgisch herbeigeführten Menopause zu lindern. Es gibt fünf Leitlinien, die vor einem chirurgischen Eingriff beachtet werden sollten. Die überwiegende Mehrheit der Personen mit PMDS benötigt keine chirurgische Behandlung, um die Symptome zu beseitigen.
- Die Diagnose von PMDS muss bestätigt sein
- Die Therapie mit GnRH-Agonisten muss die einzige wirksame medikamentöse Therapie sein, und sie muss mindestens sechs Monate lang ununterbrochen wirksam gewesen sein.
- Die Verträglichkeit der Östrogenersatztherapie wurde getestet.
- Die betroffene Person hat keinen weiteren Kinderwunsch
- Das Alter der Person rechtfertigt eine mehrjährige Therapie

### Ergänzende und alternative Behandlungen
Weitere vorgeschlagene Behandlungen sind Ernährungsumstellung, pflanzliche Heilmittel wie Johanniskraut und Keuschheitsbeere, Akupunktur und Bewegung. Es gibt Hinweise darauf, dass Koffein-, Zucker- und Alkoholkonsum die PMS-Symptome verstärken können. In einem Übersichtsartikel wurde behauptet, dass Kräuterbehandlungen und Akupunktur eine signifikante Verbesserung der PMS-Symptome bewirken, aber in den für die Überprüfung ausgewählten Studien wurde der Schweregrad der Symptome nicht stratifiziert. Schließlich empfiehlt das American College of Obstetricians and Gynecologists (Amerikanisches Kollegium der Geburtshelfer und Gynäkologen) regelmäßige aerobe Übungen, um PMS-Symptome zu lindern.

## Geschichte
Im 18. Jahrhundert gab es frühe Berichte über Weinen und andere Symptome, die fast jeden Monat wiederkehren, und 1822 gab Prichard diese Beschreibung: "Many women … display a degree of excitement and irritation … at the period of menstruation; these are chiefly females of very irritable habits. In such instances, … an unusual vehemence of feeling and expression is observed … or there is torpor and dejection of mind with a despondent disposition". Im Jahr 1827 wurde eine deutsche Mutter vom Vorwurf der Kindstötung aufgrund einer Menstruationsstörung freigesprochen. Auch in der französischen Literatur des frühen 19. Jahrhunderts wurde die prämenstruelle Spannung beschrieben. Fast hundert Jahre später gab es amerikanische Beschreibungen einer zyklischen Persönlichkeitsveränderung, die 10–14 Tage vor der Menstruation auftrat und mit der Menstruation dramatisch endete.
Die diagnostische Kategorie wurde im DSM-IIIR (1987) erörtert, in dem die vorgeschlagene Erkrankung als "Late Luteal Phase Dysphoric Disorder" bezeichnet und im Anhang als eine vorgeschlagene diagnostische Kategorie aufgeführt wurde, die weiter untersucht werden muss. Die Vorbereitungen für das DSM-IV führten zu einer Debatte darüber, ob die Kategorie überhaupt beibehalten, nur im Anhang aufgeführt oder ganz gestrichen werden sollte; die Gutachter kamen zu dem Schluss, dass der Zustand noch zu wenig erforscht und definiert war, so dass die Kategorie im Anhang beibehalten, aber mit diagnostischen Kriterien versehen wurde, um weitere Untersuchungen zu erleichtern.
Als 1998 die Vorbereitungen für das DSM-IV-TR liefen, änderte sich das Thema, da Eli Lilly and Company eine große klinische Studie über Fluoxetin als potenzielle Behandlung für die Erkrankung bezahlte, die damals von kanadischen Wissenschaftlern durchgeführt und 1995 im New England Journal of Medicine veröffentlicht wurde. Es wurden auch noch andere Studien durchgeführt, die alle zu dem Ergebnis kamen, dass sich die Situation bei etwa 60 % der Frauen mit PMDS durch das Medikament verbesserte; Vertreter von Lilly & Co. und der FDA nahmen an der Diskussion teil.
In der Diskussion wurden verschiedene Standpunkte vertreten. Sally Severino, eine Psychiaterin, argumentierte, dass das PMDS ein kulturgebundenes Syndrom und kein biologischer Zustand sei, da die Symptome in den Vereinigten Staaten häufiger aufträten; sie behauptete auch, dass die hormonellen Veränderungen des Menstruationszyklus unnötigerweise pathologisiert würden. Jean Endicott, ebenfalls Psychiaterin und Vorsitzende des Ausschusses, vertrat die Auffassung, dass es sich um eine gültige Erkrankung handele, an der Frauen leiden und die diagnostiziert und behandelt werden sollte, und behauptete, dass, wenn die Symptome auch bei Männern auftreten würden, zu diesem Zeitpunkt bereits weitaus mehr Anstrengungen und Forschungsarbeiten unternommen worden wären. Letztendlich behielt der Ausschuss das PMDS im Anhang bei.
Die Entscheidung wurde kritisiert, weil sie von den finanziellen Interessen von Lilly und möglicherweise von den finanziellen Interessen von Mitgliedern des Ausschusses, die von Lilly finanziert wurden, bestimmt wurde. Paula Caplan, eine Psychologin, die im Ausschuss für das DSM-IV mitgewirkt hatte, wies zum Zeitpunkt der Entscheidung über das DSM-IV-TR darauf hin, dass es Beweise dafür gebe, dass Kalziumpräparate PMDS behandeln könnten, der Ausschuss diese aber nicht berücksichtigt habe. Sie hatte auch behauptet, dass die Diagnosekategorie für Frauen mit PMDS schädlich ist, da sie ihnen vorgaukelt, sie seien psychisch krank, und möglicherweise andere dazu veranlasst, ihnen in so wichtigen Situationen wie einer beruflichen Beförderung oder einem Sorgerechtsstreit zu misstrauen. Sie hat die PMDS als Scheinerkrankung bezeichnet. Nada Stotland hat ihre Besorgnis darüber zum Ausdruck gebracht, dass Frauen mit PMDS in Wirklichkeit eine ernstere Erkrankung wie eine schwere depressive Störung haben oder sich in schwierigen Lebensumständen befinden – wie häuslicher Missbrauch – und daher ihre wahren Probleme nicht diagnostiziert und falsch behandelt werden können, wenn ihr Gynäkologe sie mit PMDS diagnostiziert und ihnen Medikamente zur Behandlung gibt.
Die Gültigkeit des PMDS wurde erneut heftig diskutiert, als es 2008 an der Zeit war, das DSM-5 zu erstellen. Schließlich wurde sie aus dem Anhang in den Haupttext als formale Kategorie verschoben. Eine 2014 im Journal of Clinical Psychiatry veröffentlichte Übersichtsarbeit untersuchte die Argumente gegen eine Aufnahme, die wie folgt zusammengefasst wurden:
1. Die Bezeichnung PMDS wird Frauen wirtschaftlich, politisch, rechtlich und häuslich schaden;
2. Es gibt keine gleichwertige hormonbasierte medizinische Bezeichnung für Männer;
3. die Forschung zu PMDS ist fehlerhaft;
4. PMDS ist ein kulturgebundener Zustand;
5. PMDS ist auf situationsbedingte und nicht auf biologische Faktoren zurückzuführen; und
6. PMDS wurde von Pharmaunternehmen aus finanziellen Gründen erfunden.[69]

Jedes Argument wurde angesprochen und die Forscher fanden:
1. Keine Beweise für Schäden;
2. Bei Männern wurde keine vergleichbare hormonell bedingte Störung entdeckt, obwohl die Forschung danach suchte;
3. die Forschungsbasis ist gereift und es wurden viele weitere seriöse Studien durchgeführt;
4. Es wurden mehrere Fälle von PMDS gemeldet oder identifiziert;
5. eine kleine Minderheit von Frauen leidet an der Krankheit; und
6. es zwar finanzielle Interessenkonflikte gegeben hat, diese aber die verfügbaren Forschungsergebnisse nicht unbrauchbar gemacht haben.[16][69]

Sie kam zu dem Schluss, dass Frauen in der Vergangenheit zu wenig behandelt wurden und ihnen gesagt wurde, dass sie sich ihre Symptome nur einbilden, und dass die formalen Diagnosekriterien zu mehr Finanzierung, Forschung, Diagnose und Behandlung für Frauen mit PMDS führen würden.